# Jaroslav Pelikan

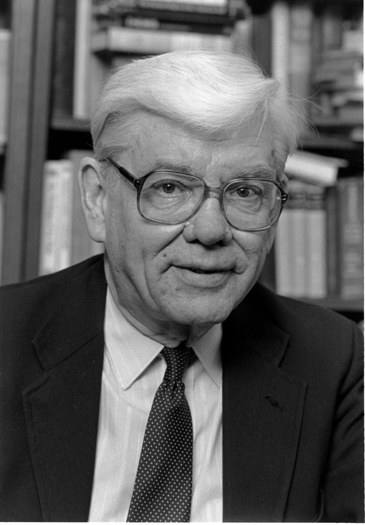
Jaroslav Pelikan

Jaroslav Jan Pelikan (Akron (Ohio), 17 december 1923 - Hamden (Connecticut), 13 mei 2006) was een Amerikaanse theoloog en kerkhistoricus.
Pelikan heeft jarenlang les gegeven aan diverse universiteiten. Hij heeft een omvangrijk oeuvre tot stand gebracht, waarvan de vijfdelige serie The Christian Tradition: A History of the Development of Doctrine (1971-1989) het bekendst is geworden. Hij gold als een van de grote deskundigen op het gebied van de geschiedenis van het christendom.
Pelikan werd opgeleid in de theologie. Grote voorbeelden voor hem waren de Duitse theoloog en kerkhistoricus Adolf von Harnack en de Russisch-Amerikaanse theoloog Georges Florovsky.

Na op zijn 23-ste hierin te zijn gepromoveerd begon Pelikan zijn wetenschappelijke carrière in 1949 aan de Valparaiso Universiteit in Indiana, daarna vervolgde hij die vanaf 1953 aan de Universiteit van Chicago om deze in 1962 te verruilen voor de Yale-universiteit, waaraan hij tot 1996 verbonden zou blijven en waaraan hij in 1972 Sterling Professor in de geschiedenis zou worden, de hoogste academische rang van deze universiteit.
Daarnaast was hij ook verantwoordelijk voor de heruitgave van het religie-onderdeel van de bekende Encyclopædia Britannica. Ook had hij zitting in allerlei belangrijke adviserende instituten op wetenschappelijk gebied.
Tegen het eind van zijn leven (1998) maakte hij als gevolg van een persoonlijke ontwikkeling de overstap van het lutheranisme (zijn vader was luthers predikant) naar de Oosters-orthodoxe Kerk.
Een zeer belangrijke geldprijs (1 miljoen dollar) die hij in 2004 samen met de Franse filosoof Paul Ricoeur ontving - de John W. Kluge Prize for Lifetime Achievement in the Human Sciences van de Library of Congress - maakte hij over naar een oosters-orthodox seminarie waaraan hij als beheerder was verbonden.
Jaroslav Pelikan overleed op 82-jarige leeftijd aan longkanker.

## Werken
- Bach Among the Theologians (Philadelphia: Fortress Press, 1986), ISBN 0800607929
- The Christian Tradition: A History of the Development of Doctrine, 5 delen (Chicago: University of Chicago Press, 1971-1989), ISBN 0226653714, ISBN 0226653730, ISBN 0226653757, ISBN 0226653773, ISBN 0226653803
- Christianity and Classical Culture, Yale University Press, (1995), ISBN 0300062559
- Confessor Between East and West: A Portrait of Ukrainian Cardinal Josyf Slipyj
- Credo: Historical and Theological Guide to Creeds and Confessions of Faith in the Christian Tradition, ISBN 0300093888
- Development of Christian Doctrine : Some Historical Prolegomena
- Divine Rhetoric: The Sermon on the Mount As Message and As Model in Augustine, Chrysostom, and Luther, ISBN 0881412147
- The Excellent Empire: The Fall of Rome and the Triumph of the Church
- Faust the Theologian
- The Idea of the University : A Reexamination, ISBN 0300058349
- Interpreting the Bible and the Constitution (John W. Kluge Center Books), ISBN 0300102674
- Jesus Through the Centuries: His Place in the History of Culture, ISBN 0300079877
- Luther's Works
- Martin Luther's Basic Theological Writings
- Mary Through the Centuries : Her Place in the History of Culture, ISBN 0300076614
- Mary: Images Of The Mother Of Jesus In Jewish And Christian Perspective
- The Melody of Theology: A Philosophical Dictionary
- The Reformation of the Sixteenth Century (Forward), ISBN 0807013013
- The Riddle of Roman Catholicism
- The World Treasury of Modern Religious Thought, 1990, (redacteur), ISBN 0316697702
- What Has Athens to Do with Jerusalem? : Timaeus and Genesis in Counterpoint (Thomas Spencer Jerome Lectures), ISBN 0472108077
- Whose Bible Is It? A History of the Scriptures Through the Ages, ISBN 0670033855

- Bibsys: 90156295
- Biblioteca Nacional de España: XX973941
- Bibliothèque nationale de France: cb12053269q (data)
- Catàleg d'autoritats de noms i títols de Catalunya: 981058513869506706
- CiNii: DA0080739X
- Gemeinsame Normdatei: 119435314
- International Standard Name Identifier: 0000 0001 0858 1995
- Library of Congress Control Number: n50009026
- Nationale Bibliotheek van Letland: 000056383
- Bibliotheek van het Japanse parlement: 00472892
- Nationale Bibliotheek van Tsjechië: jn20000620275
- Nationale bibliotheek van Australië: 35942552
- Nationale Bibliotheek van Israël: 987007266318005171
- Nationale Bibliotheek van Polen: a0000001154439
- Nationale en Universitaire bibliotheek Zagreb: 000049017
- Nederlandse Thesaurus van Auteursnamen: 070681945
- Réseau des bibliothèques de Suisse occidentale: 02-A003679393
- Istituto Centrale per il Catalogo Unico: CFIV067349
- LIBRIS: 196789
- SNAC: w63t9z92
- Système universitaire de documentation: 028763831
- Trove: 1156690
- Virtual International Authority File: 66486209
- WorldCat: E39PBJwRQwThFcFxkCBGGgjV4q